# 불가능한 물체
불가능한 물체는 착시 중 하나이다. 불가능한 도형은 즉각적이고 반 무의식적으로 시각계에 의해 3차원 도형으로 판단되는 2차원 도형들로 이루어져 있다.
대부분의 경우에는, 몇 초 동안 그 도형을 본 후에는 불가능함이 눈에 보이게 된다. 하지만, 3차원 물체의 첫인상은 그것이 모순이 되었어도 여전히 남아있게 된다. 불가능이 자연스럽게 눈에 보이지 않은 곳에 더 많은 미묘하고 섬세한 불가능한 도형이 예들이 있다. 그 도형이 불가능하다고 결정하려면 불가능이 내포된 도형의 기하학적 구조를 의식적으로 조사하는 것이 필수적이다.
불가능한 도형의 성질은 2차원 도형을 3차원 도형으로 판단하려는 우리의 자연적인 욕구 때문에 발생한다. 이것이 네커 큐브가 “대각선들로 연결된 두 개의 정사각형들, 변칙적인 2차원 도형들로 둘러싸인 정사각형, 아니면 다른 2차원 도형”보다 더 아마 정육면체로 보여 지는 이유이다. 불가능한 도형과 더불어 물체의 다른 부분들을 보는 것은 우리 마음을 혼란시키는 물체의 3차원 성질을 재평가하게 한다.

## 같이 보기
- 4차원
- 네커 큐브 (Necker cube)
- 뫼비우스의 띠
- 비유클리드 기하학
- 역설
- 이상한 고리 (Strange loop)
- 정팔포체
- 초현실주의
- 퍼즐
- Multistable perception